# Seznam medailistů na mistrovství Československa a Česka mužů a žen v běhu na 5 000 m

### Muži
| Rok          | Místo              | Zlato               | Výkon            | Stříbro                 | Bronz               |
| ------------ | ------------------ | ------------------- | ---------------- | ----------------------- | ------------------- |
| MR ČSR 1945  | Praha              | Emil Zátopek        | 14:50,8          | Emil Diringer           | Ľudovít Gálffy      |
| MR ČSR 1946  | Praha              | Emil Zátopek        | 14:48,0          | Ladislav Steiner        | Miroslav Herčík     |
| MR ČSR 1947  | Praha              | Emil Zátopek        | 14:26,0          | Miroslav Herčík         | Ján Bakaliár        |
| MR ČSR 1948  | Praha              | Emil Zátopek        | 14:21,0          | Milan Švajgr            | Přemysl Dolenský    |
| MR ČSR 1949  | Praha              | Jindřich Roudný     | 15:22,2          | František Augustin      | Václav Rudolf       |
| MR ČSR 1950  | Bratislava         | Emil Zátopek        | 14:11,6          | Milan Švajgr            | Emil Bacigal        |
| MR ČSR 1951  | Brno               | Milan Švajgr        | 14:48,4          | Jaroslav Slavíček       | Emil Bacigal        |
| MR ČSR 1952  | Praha              | Emil Zátopek        | 14:17,6          | Milan Švajgr            | Jindřich Roudný     |
| MR ČSR 1953  | Praha              | Emil Zátopek        | 14:11,4          | Oldřich Košilka         | Jiří Koller         |
| MR ČSR 1954  | Ostrava            | Emil Zátopek        | 14:24,8          | Miroslav Koubek         | Milan Švajgr        |
| MR ČSR 1955  | Brno               | Karol Krištof       | 14:45,2          | Mirko Gräf              | Jiří Koller         |
| MR ČSR 1956  | Bratislava         | Dušan Čikel         | 14:21,6          | Miroslav Jurek          | Václav Rudolf       |
| MR ČSR 1957  | Praha              | Miroslav Jurek      | 14:18,6          | Mirko Gräf              | Miloš Tomis         |
| MR ČSR 1958  | Ostrava            | Miroslav Jurek      | 14:20,2          | Jaroslav Pavelka        | Dušan Čikel         |
| MR ČSR 1959  | Praha              | Miroslav Jurek      | 14:18,8          | Jaroslav Bohatý-Pavelka | Václav Chudomel     |
| MR ČSSR 1960 | Brno               | Miroslav Jurek      | 14:00,6          | Jaroslav Bohatý         | Štefan Tejbus       |
| MR ČSSR 1961 | Praha              | Miroslav Jurek      | 14:13,0          | Josef Tomáš             | Jaroslav Bohatý     |
| MR ČSSR 1962 | Ostrava            | Miroslav Jurek      | 14:06,4          | Josef Tomáš             | Jaroslav Bohatý     |
| MR ČSSR 1963 | Hradec Králové     | Josef Tomáš         | 13:59,0          | Petr Hellmich           | Antonín Mildner     |
| MR ČSSR 1964 | Praha              | Josef Tomáš         | 14:07,6          | Petr Hellmich           | Miroslav Jurek      |
| MR ČSSR 1965 | Zábřeh             | Karel Szotkowski    | 14:24,8          | Jiří Stehlík            | Milan Mader         |
| MR ČSSR 1966 | Třinec             | Jiří Stehlík        | 14:23,2          | Stanislav Petr          | Vladimír Balšánek   |
| MR ČSSR 1967 | Sokolov            | Pavel Faschingbauer | 14:44,2          | Miroslav Jůza           | Stanislav Petr      |
| MR ČSSR 1968 | Jablonec nad Nisou | Stanislav Petr      | 14:14,8          | Jiří Stehlík            | Pavel Faschingbauer |
| MR ČSSR 1969 | Považská Bystrica  | Stanislav Petr      | 14:07,2          | Jiří Stehlík            | Pavel Lichnovský    |
| MR ČSSR 1970 | Ostrava            | Václav Bufka        | 14:22,6          | Stanislav Petr          | Stanislav Hoffman   |
| MR ČSSR 1971 | Praha              | Stanislav Hoffman   | 14:13,6          | Jiří Stehlík            | Stanislav Petr      |
| MR ČSSR 1972 | Praha              | Pavel Pěnkava       | 14:19,2          | Stanislav Hoffman       | Václav Bufka        |
| MR ČSSR 1973 | Banská Bystrica    | Stanislav Petr      | 14:28,6          | Štefan Polák            | František Soukup    |
| MR ČSSR 1974 | Praha              | Pavel Pěnkava       | 13:56,6          | Vlastimil Zwiefelhofer  | Stanislav Petr      |
| MR ČSSR 1975 | Bratislava         | Pavel Pěnkava       | 14:01,1          | Vlastimil Zwiefelhofer  | Stanislav Petr      |
| MR ČSSR 1976 | Třinec             | Jozef Noskovič      | 14:12,4          | Dušan Moravčík          | Štefan Polák        |
| MR ČSSR 1977 | Ostrava            | Jozef Noskovič      | 13:58,4          | Vlastimil Zwiefelhofer  | Štefan Polák        |
| MR ČSSR 1978 | Praha              | Alexander Schmidt   | 13:53,43         | Jozef Noskovič          | Martin Vrábeľ       |
| MR ČSSR 1979 | Praha              | Ivan Uvizl          | 14:05,4          | Lubomír Tesáček         | Dušan Moravčík      |
| MR ČSSR 1980 | Praha              | Lubomír Tesáček     | 13:59,5          | Jozef Lenčéš            | Martin Vrábeľ       |
| MR ČSSR 1981 | Ostrava            | Stanislav Tábor     | 13:47,35         | Ivan Uvizl              | Pavol Klimeš        |
| MR ČSSR 1982 | Praha              | Ivan Uvizl          | 13:58,72         | Stanislav Tábor         | Miroslav Bauckman   |
| MR ČSSR 1983 | Praha              | Lubomír Tesáček     | 13:53,29         | Miroslav Zoubek         | Stanislav Tábor     |
| MR ČSSR 1984 | Praha              | Martin Vrábeľ       | 13:55,30         | Lubomír Tesáček         | Zdeněk Moravčík     |
| MR ČSSR 1985 | Praha              | Martin Vrábeľ       | 14:01,81         | Miroslav Bauckmann      | Ivan Uvizl          |
| MR ČSSR 1986 | Bratislava         | Lubomír Tesáček     | 13:40,61 Rek. MR | Ivan Uvizl              | Martin Vrábeľ       |
| MR ČSSR 1987 | Třinec             | Zdeněk Mezuliáník   | 14:03,78         | Lubomír Tesáček         | Zdeněk Moravčík     |
| MR ČSSR 1988 | Praha              | Jozef Výbošťok      | 13:58,70         | Martin Vrábeľ           | Zdeněk Mezulianik   |
| MR ČSSR 1989 | Banská Bystrica    | Pavel Michálek      | 13:48,08         | Luboš Šubrt             | Ivan Uvizl          |
| MR ČSFR 1990 | Praha              | Luboš Gaisl         | 14:07,45         | Luboš Šubrt             | Jiří Klesnil        |
| MR ČSFR 1991 | Ostrava            | Róbert Štefko       | 14:09,87         | Petr Pipa               | Luboš Gaisl         |
| MR ČSFR 1992 | Nitra              | Jan Pešava          | 13:49,05         | Róbert Štefko           | Miroslav Vanko      |
| MR ČR 1993   | Jablonec nad Nisou | Jan Pešava          | 13:45,63         | Petr Nechanický         | Jan Kamler          |
| MR ČR 1994   | Jablonec nad Nisou | Radim Kunčický      | 14:11,49         | Jan Pešava              | Radomír Soukup      |
| MR ČR 1995   | Ostrava            | Radomír Soukup      | 14:19,02         | Jan Bláha               | Petr Stanka         |
| MR ČR 1996   | Praha              | Milan Drahoňovský   | 14:11,76         | Zdeněk Dúbravčík        | Pavel Faschingbauer |
| MR ČR 1997   | Třinec             | Milan Drahoňovský   | 14:18,70         | Michael Nejedlý         | Radomír Soukup      |
| MR ČR 1998   | Jablonec nad Nisou | Pavel Faschingbauer | 14:23,85         | Radomír Soukup          | Michal Jeránek      |
| MR ČR 1999   | Ostrava            | Pavel Faschingbauer | 14:17,67         | David Gerych            | Martin Horáček      |
| MR ČR 2000   | Plzeň              | Michael Nejedlý     | 14:12,67         | Tomáš Krutský           | Vladimír Vašek      |
| MR ČR 2001   | Jablonec nad Nisou | Tomáš Krutský       | 14:09,36         | Michael Nejedlý         | Robin Vohlídal      |
| MR ČR 2002   | Ostrava            | Tomáš Krutský       | 14:13,02         | Aleš Drahoňovský        | Michal Šmíd         |
| MR ČR 2003   | Olomouc            | Michael Nejedlý     | 14:13,27         | Tomáš Krutský           | David Gerych        |
| MR ČR 2004   | Plzeň              | Martin Kučera       | 14:54,58         | Lubomír Pokorný         | Pavel Trňáček       |
| MR ČR 2005   | Kladno             | Jan Bláha           | 14:45,10         | Martin Kučera           | Vladimír Pospíšil   |
| MR ČR 2006   | Praha              | Róbert Štefko       | 14:38,24         | Vladimír Pospíšil       | Michal Málek        |
| MR ČR 2007   | Třinec             | Jan Polášek         | 15:01,65         | Milan Kocourek          | Jan Bláha           |
| MR ČR 2008   | Tábor              | Milan Kocourek      | 14:42,86         | Petr Mikulenka          | Róbert Štefko       |
| MR ČR 2009   | Praha              | Jan Kreisinger      | 14:24,24         | Petr Mikulenka          | Lukáš Kourek        |
| MR ČR 2010   | Třinec             | Milan Kocourek      | 14:08,34         | Jan Kreisinger          | Lukáš Kourek        |
| MR ČR 2011   | Brno               | Milan Kocourek      | 14:06,28         | Jan Kreisinger          | Jakub Živec         |
| MR ČR 2012   | Vyškov             | Jan Kreisinger      | 14:28,41         | Vít Pavlišta            | Jiří Homoláč        |
| MR ČR 2013   | Tábor              | Lukáš Kourek        | 14:42,64         | Tomáš Jaša              | David Kučera        |
| MR ČR 2014   | Ostrava            | Jakub Holuša        | 14:19,11         | Vít Pavlišta            | Lukáš Kourek        |
| MR ČR 2015   | Plzeň              | Petr Vitner         | 14:40,36         | Lukáš Olejníček         | Tomáš Edlman        |
| MR ČR 2016   | Tábor              | David Kučera        | 14:46,01         | Lukáš Olejníček         | Filip Žižka         |
| MR ČR 2017   | Třinec             | Jakub Holuša        | 14:36.99         | Jan Friš                | Lukáš Olejníček     |
| MR ČR 2018   | Kladno             | Jakub Zemaník       | 14:29.69         | Jakub Holuša            | Dominik Sádlo       |
| MR ČR 2019   | Brno               | Jan Friš            | 14:29,05         | Jiří Homoláč            | Roman Budil         |
| MR ČR 2020   | Plzeň              | Viktor Šinágl       | 14:31,37         | Dominik Sádlo           | Vladimír Marčík     |
| MR ČR 2021   | Zlín               | Viktor Šinágl       | 14:17,67         | Vladimír Marčík         | Martin Zajíc        |
| MR ČR 2022   | Hodonín            | Patrik Vebr         | 14:30,33         | Martin Zajíc            | Jakub Zemaník       |
| MR ČR 2023   | Tábor              | Martin Zajíc        | 14:25,30         | Patrik Vebr             | Vladimír Marčík     |
| MR ČR 2024   | Zlín               | Jan Friš            | 14:08.02         | Martin Zajíc            | Damián Vích         |
| MR ČR 2025   |                    |                     |                  |                         |                     |

### Ženy
| Rok        | Místo              | Zlato                  | Výkon            | Stříbro                | Bronz                |
| ---------- | ------------------ | ---------------------- | ---------------- | ---------------------- | -------------------- |
| MR ČR 1995 | Ostrava            | Anna Báčová            | 18:15,60         | Petra Drajzajtlová     | Andrea Křížová       |
| MR ČR 1996 | Praha              | Jana Kučeríková        | 16:35,38         | Petra Drajzajtlová     | Jitka Bělohlávková   |
| MR ČR 1997 | Třinec             | Jana Kučeríková        | 16:35,82         | Petra Drajzajtlová     | Věra Horká           |
| MR ČR 1998 | Jablonec nad Nisou | Petra Drajzajtlová     | 17:01,29         | Jarmila Halířová       | Marie Volná          |
| MR ČR 1999 | Ostrava            | Petra Drajzajtlová     | 16:30,74         | Hana Haroková          | Jarmila Halířová     |
| MR ČR 2000 | Plzeň              | Alena Peterková        | 16:00,78         | Petra Drajzajtlová     | Helena Balatková     |
| MR ČR 2001 | Jablonec nad Nisou | Jana Klimešová         | 16:46,06         | Lenka Hanušová         | Radka Holubová       |
| MR ČR 2002 | Ostrava            | Petra Kamínková        | 16:20,14         | Lucie Müllerová        | Eva Burdychová       |
| MR ČR 2003 | Olomouc            | Michaela Mannová       | 15:54,10 Rek. MR | Petra Kamínková        | Lenka Švaňhalová     |
| MR ČR 2004 | Plzeň              | Vendula Frintová       | 16:42,29         | Pavla Havlová          | Petra Kamínková      |
| MR ČR 2005 | Kladno             | Petra Kamínková        | 16:50,32         | Lucie Müllerová        | Vendula Frintová     |
| MR ČR 2006 | Praha              | Petra Kamínková        | 17:10,37         | Monika Preibischová    | Eva Burdychová       |
| MR ČR 2007 | Třinec             | Petra Kamínková        | 16:18,23         | Lucie Müllerová        | Monika Preibischová  |
| MR ČR 2008 | Tábor              | Lucie Müllerová        | 16:44,94         | Petra Kamínková        | Lenka Všetečková     |
| MR ČR 2009 | Praha              | Petra Kamínková        | 16:50,94         | Monika Preibischová    | Ivana Sekyrová       |
| MR ČR 2010 | Třinec             | Martina Bařinová       | 16:38,26         | Petra Kamínková        | Michaela Šaršoňová   |
| MR ČR 2011 | Brno               | Květoslava Pecková     | 16:41,20         | Martina Bařinová       | Petra Kamínková      |
| MR ČR 2012 | Vyškov             | Květoslava Pecková     | 16:51,86         | Kristiina Sasínek Mäki | Monika Preibischová  |
| MR ČR 2013 | Tábor              | Kristiina Sasínek Mäki | 16:42,00         | Květoslav Pecková      | Monika Preibischová  |
| MR ČR 2014 | Ostrava            | Eva Vrabcová           | 16:28,78         | Monika Preibischová    | Lada Nováková        |
| MR ČR 2015 | Plzeň              | Kristiina Sasínek Mäki | 16:11,78         | Eva Vrabcová           | Lada Nováková        |
| MR ČR 2016 | Tábor              | Simona Vrzalová        | 16:41,00         | Petra Vašinová         | Lucie Maršánová      |
| MR ČR 2017 | Třinec             | Simona Vrzalová        | 16:45,54         | Lucie Maršánová        | Barbora Jíšová       |
| MR ČR 2018 | Kladno             | Kristiina Sasínek Mäki | 16:34,69         | Moira Stewartová       | Barbora Jíšová       |
| MR ČR 2019 | Brno               | Moira Stewartová       | 16:22,74         | Aneta Chlebíková       | Tereza Hrochová      |
| MR ČR 2020 | Plzeň              | Simona Vrzalová        | 16:08,63         | Moira Stewartová       | Lucie Maršánová      |
| MR ČR 2021 | Zlín               | Moira Stewartová       | 16:27,62         | Tereza Hrochová        | Aneta Chlebiková     |
| MR ČR 2022 | Hodonín            | Tereza Hrochová        | 16:22,24         | Barbora Lampová        | Julia-Anna Lily Bell |
| MR ČR 2023 | Tábor              | Barbora Zoubková       | 17:18,73         | Simona Vrzalová        | Adéla Hluchá         |
| MR ČR 2024 | Zlín               | Barbora Lampová        | 17:20.64         | Anita Žáková           | Iva Gieselová        |
| MR ČR 2025 |                    |                        |                  |                        |                      |